# Gewone-esdoornvouwmot
De gewone-esdoornvouwmot (Phyllonorycter geniculella) is een vlinder uit de familie mineermotten (Gracillariidae). De wetenschappelijke naam is voor het eerst geldig gepubliceerd in 1874 door Ragonot.
De soort komt voor in Europa.